# Bob Green (tennis)
Pour les articles homonymes, voir Robert Green, Bob Green et Green.
Robert Green, né le 25 mars 1960 à Omaha, est un ancien joueur de tennis professionnel américain.

## Carrière
Après avoir décroché un diplôme de langue et de littérature russe à l'Université de Boston, il décide de passer professionnel à la fin de l'année 1983.
En 1984, alors inconnu du circuit, il réalise l'exploit d'atteindre les huitièmes de finale de l'US Open en tant que qualifié, seulement battu par John McEnroe. Un mois auparavant, il était aussi demi-finaliste à Livingston également en se qualifiant. Il conclut l'année avec une autre demi-finale à Tel Aviv, un quart à l'Open du Japon, Hong Kong et à Johannesburg.
Avec seulement 13 victoires pour 24 défaites en 1985, il ne parvient pas à confirmer ses bonnes prestations de l'année précédente. Sa meilleure performance est une demi-finale à San Francisco.
En 1986, il atteint trois quarts de finale et remporte son unique titre ATP en double à Livingston.
Il interrompt sa carrière en juillet 1987 puis revient l'année suivante pour jouer le tournoi de Wellington ainsi que l'Open d'Australie. Il a aussi joué quelques matchs dans des qualifications des tournois Future à la fin des années 1990.
Il reçoit le titre de révélation de l'année 1984.

## Palmarès

### Titre en double messieurs
| No | Date       | Nom et lieu du tournoi                          | Catégorie | Dotation | Surface    | Partenaire  | Finalistes                     | Score         |  |
| -- | ---------- | ----------------------------------------------- | --------- | -------- | ---------- | ----------- | ------------------------------ | ------------- |  |
| 1  | 21-07-1986 | Volvo Tennis-New Jersey championship Livingston |           | 85 000 $ | Dur (ext.) | Wally Masur | Sammy Giammalva Jr Greg Holmes | 5-7, 6-4, 6-4 |  |

## Parcours en Grand Chelem

### En simple
| Année | Open d'Australie | Open d'Australie | Internationaux de France | Internationaux de France | Wimbledon       | Wimbledon   | US Open        | US Open    |
| ----- | ---------------- | ---------------- | ------------------------ | ------------------------ | --------------- | ----------- | -------------- | ---------- |
| 1984  | —                | —                | —                        | —                        | —               | —           | 1/8 de finale  | J. McEnroe |
| 1985  | —                | —                | —                        | —                        | 1er tour (1/64) | R. Saad     | 2e tour (1/32) | J. Nyström |
| 1986  | 2e tour (1/32)   | P. Annacone      | —                        | —                        | 1er tour (1/64) | P. Lundgren | 2e tour (1/32) | M. Purcell |
| 1987  | 2e tour (1/32)   | R. Seguso        | —                        | —                        | —               | —           | —              | —          |

N.B. : à droite du résultat se trouve le nom de l'ultime adversaire.

### En double
| Année | Open d'Australie           | Open d'Australie     | Internationaux de France | Internationaux de France | Wimbledon                | Wimbledon           | US Open                  | US Open              |
| ----- | -------------------------- | -------------------- | ------------------------ | ------------------------ | ------------------------ | ------------------- | ------------------------ | -------------------- |
| 1986  | —                          | —                    | —                        | —                        | —                        | —                   | 1er tour (1/32) R. Acuña | S. Denton K. Warwick |
| 1987  | 2e tour (1/16) K. Evernden | B. Dyke W. Masur     | —                        | —                        | 1/8 de finale P. Aldrich | S. Edberg A. Järryd | —                        | —                    |
| 1988  | 1er tour (1/32) H. Pfister | R. Schmidt T. Siegel | —                        | —                        | —                        | —                   | —                        | —                    |

N.B. : le nom du ou de la partenaire se trouve sous le résultat ; le nom des ultimes adversaires se trouve à droite.